# Kanton Charenton-le-Pont
Der Kanton Charenton-le-Pont ist seit 1967 ein französischer Wahlkreis für die Wahl des Départementrats im Arrondissement Nogent-sur-Marne, im Département Val-de-Marne und in der Region Île-de-France; sein Bureau centralisateur befindet sich in Charenton-le-Pont.

## Gemeinden
Der Kanton besteht aus vier Gemeinden und Gemeindeteilen mit insgesamt 64.938 Einwohnern (Stand: 1. Januar 2022) auf einer Gesamtfläche von 5,77 km²:
| Gemeinde                 | Einwohner 1. Januar 2022 | Fläche km² | Dichte Einw./km² | Code INSEE | Postleitzahl |
| ------------------------ | ------------------------ | ---------- | ---------------- | ---------- | ------------ |
| Charenton-le-Pont        | 28.756                   | 1,85       | 15.544           | 94018      | 94220        |
| Joinville-le-Pont        | 20.784                   | 2,30       | 9.037            | 94042      | 94340        |
| Nogent-sur-Marne         | 987                      | 0,19       | 5.195            | 94052      | 94130        |
| Saint-Maurice            | 14.411                   | 1,43       | 10.078           | 94069      | 94410        |
| Kanton Charenton-le-Pont | 64.938                   | 5,77       | 11.254           | 9405       | –            |

1. ↑   Nur der südwestliche Teil der Gemeinde, der Rest gehört zum Kanton Nogent-sur-Marne.

Bis zur Neuordnung bestand der Kanton Charenton-le-Pont aus den zwei Gemeinden Charenton-le-Pont und Saint-Maurice. Sein Zuschnitt entsprach einer Fläche von 3,28 km2.